# Partner (しおりのアルバム)
『Partner』（パートナー）は、しおりの2作目のアルバム。

## 概要
前作『青空』から約4年2ヶ月ぶりのリリース。 
コンセプトは「自分の実体験の中から感じた、等身大の自分から大切な誰かへ、パートナーに向けて曲を届ける」。ジャケットデザインは、アートディレクター・水谷孝次が制作した。

## 収録曲
1. You & Me
  - 作詞・作曲：siori / 編曲：重実徹

tvk・テレ玉・チバテレ「2012 夏の高校甲子園県予選番組」エンディングテーマ
オープンキャンパス2012 TVCMソング
2. あいのうた
  - 作詞・作曲：siori / 編曲：松浦晃久

イオン琉球企業CMソング
明治大学CMソング
3. 5文字の言葉
  - 作詞・作曲：siori / 編曲：松浦晃久

生命保険協会 CMソング
4. 一 歩
  - 作詞・作曲：siori / 編曲：重実徹

tvk・テレ玉・チバテレ「10' 夏の高校甲子園県予選番組」エンディングテーマ
5. Smile〜君は一人じゃない〜
  - 作詞・作曲：siori / 編曲：重実徹

5thシングル
スタジオアリス CMソング
6. 君の声が聞こえたんだ （with かりゆし58）
  - 作詞・作曲：siori、前川真悟 / 編曲：かりゆし58

関西テレビ・フジテレビ系「さんまのまんま」エンディングテーマ
tvk・テレ玉・チバテレ「2011 夏の高校甲子園県予選番組」エンディングテーマ
7. ずっと君と （with ディアマンテス）
  - 作詞：siori / 作曲：アルベルト城間 / 編曲：ディアマンテス

オリオンビール「ゼロライフ」CMソング
8. Oh my Baby
  - 作詞・作曲：siori / 編曲：松浦晃久

ブルボン「アルフォートミニチョコレート」CMソング
9. 二人の約束
  - 作詞・作曲：siori / 編曲：常田真太郎

4thシングル「僕らの海／二人の約束」の2曲目
琉球ジャスコ合併10周年 CMソング
10. sweety
  - 作詞・作曲：siori / 編曲：松浦晃久

3rdシングル「永遠／sweety」の2曲目
RBCiラジオ「シャキiサタデー」エンディングテーマ
11. 僕らの海
  - 作詞・作曲：siori / 編曲：常田真太郎

4thシングル「僕らの海／二人の約束」の1曲目
毎日放送2009年7月のおいしいうた
tvk・テレ玉・チバテレ「2009 夏の高校野球県予選番組」エンディングテーマ
12. 永遠
  - 作詞・作曲：siori / 編曲：松浦晃久

3rdシングル「永遠／sweety」の1曲目
テレビ朝日系・木曜ミステリー「おみやさん」主題歌
13. Smile 〜君は一人じゃない〜 （「花のしおり」バージョン） （Special Track）
  - 作詞・作曲：siori / 編曲：重実徹

「花のしおり」テーマ曲